# یوسمیت ویلج (کالیفرنیا)
یوسمیت ویلج (به انگلیسی: Yosemite Village) یک منطقهٔ مسکونی در ایالات متحده آمریکا است که در شهرستان ماریپوزا، کالیفرنیا واقع شده‌است. یوسمیت ویلج ۱٬۲۱۸ متر بالاتر از سطح دریا واقع شده‌است.